# 洛克人X (遊戲)
《洛克人X》是1993年12月17日卡普空發行於超級任天堂上的電視遊戲，洛克人系列的第一個分支，也是洛克人X系列主軸故事的最初作品。游戏以洛克人元祖系列的100年後作為遊戲的舞台，除了保留元祖系列的經典設定外，亦增加如三角跳躍和裝甲系統等以往沒有的新要素。
本作包含日本國內外的總銷售量為116萬，為洛克人X系列中銷售量最高的。最初的版本因為在初始關卡中發現了嚴重的遊戲錯誤，使得卡普空大量回收了遊戲卡帶。
除最初的超級任天堂版本外亦有移植，1996年5月24日推出Windows版、2012年1月12日推出iphone版本，而在2013年5月22日推出了WiiU的完全移植版。後續在PlayStation Portable發行的《反亂獵人X》為本作的重製版。

## 故事大綱
故事為元祖洛克人時間軸的100年後，以萊特博士在生前製造出的一台未完成的機器人為主角的故事。
100年前，萊特博士以洛克人為藍本，製造了一台超過當時科技水準，擁有無限可能性的新世代機器人，並命名為「艾克斯」。
原本預估監督艾克斯需要30年的時間，但萊特博士當時年事已高，已沒有多餘的時間監督艾克斯的情況，於時便將艾克斯封印在膠囊中，並設計了不少硬體保護措施，在將艾克斯封印不久後，萊特博士也離開了人世。
經過了100年後，時間來到了22世紀，當時的植物學家兼機器人工學權威凱恩博士無意間發現了艾克斯的膠囊，而凱恩博士也以艾克斯為藍本，製造了新一代的機器人-「雷普利機器人」。
經過多年的發展，地球已經成為了人類和雷普利機器人共存的世界，但與人類當中會有罪犯是一樣的道理，俗稱非正規的機器人犯案率越來越嚴重，為了解決機器人大規模犯罪的作案率，人類將大量優秀的機器人集合起來，成立了類似人類警察機關的機器人組織「非正規獵人」，並由凱恩博士擔任總指揮。
在艾克斯加入非正規獵人之前，第17精銳部隊接獲了一台神秘的非正規機器人暴走的消息並趕往現場，但第17部隊卻沒人是他的對手，在幾乎全軍覆沒下逼的當時最強的機器人，也就是時任第17精銳部隊的隊長「西格瑪」出面親自鎮壓，但面對這台非正規機器人壓倒性的戰鬥能力，西格瑪最後也是以慘勝的方式才鎮壓成功，西格瑪稱呼這台非正規機器人為「傑洛」，讓他維持正常機能後收歸自己的隊上，以方便來監視，而傑洛後來成為了艾克斯的前輩兼好友。
而就在某日，西格瑪卻突然對人類發起了宣戰，試圖消滅人類來成立一個只有雷普利機器人的世界，並吸收了大量的非正規獵人加入旗下，建立自己的龐大軍隊。
為了粉碎西格瑪的野心，傑洛與艾克斯兩人便一起出動率領剩下的雷普利機器人來反抗西格瑪。

## 外部連結
- i-mode （页面存档备份，存于）
- EZweb （页面存档备份，存于）
- Yahoo!手機 （页面存档备份，存于）
- iPhone版官網